# ثريل كيل
ثريل كيل (بالإنجليزية: Thrill Kill)‏، هي لعبة فيديو قتالية من نوع تنافس بين لاعبان، وكان من المفترض أن تصدر اللعبة سنة 1998م، إلا أن شركة فيرجن إنتراكتف (الشركة الناشرة) ألغيت إصدار اللعبة بسبب احتواء اللعبة على عنف مفرط وإيحاء غير أخلاقي، مما أجبر أحد مطوري الألعاب بأخذ اللعبة وعرضها للاعبين.